# Trogoxylon spinifrons
Trogoxylon spinifrons is een keversoort uit de familie boorkevers (Bostrichidae). De wetenschappelijke naam van de soort is voor het eerst geldig gepubliceerd in 1910 door Lesne.